# Netupa
Netupa (ryska: Нетупа) är ett vattendrag i Belarus. Det ligger i den västra delen av landet, 260 km väster om huvudstaden Minsk.
Omgivningarna runt Netupa är en mosaik av jordbruksmark och naturlig växtlighet. Runt Netupa är det ganska glesbefolkat, med 29 invånare per kvadratkilometer.